# Michael Wheeler
Michael Wheeler   (Watford, 14 de febrer de 1935 - Poole, 15 de gener de 2020) fou un atleta anglès, especialista en els 400 metres, que va competir durant la dècada de 1950.
El 1956 va prendre part en els Jocs Olímpics de Melbourne, on disputà dues proves del programa d'atletisme. Formant equip amb Francis Higgins, Derek Johnson i John Salisbury guanyà la de bronze en els 4x400 metres, mentre en els 400 metres, quedà eliminat en sèries.
Guanyà el campionat nacional de les 440 iardes de 1956 i va millorar en dues ocasions el rècord nacional dels 4x400 metres.

## Millors marques
- 400 metres. 47.4" (1955)[2][5]